# Niels Erik Nielsen (Autor)
Niels Erik Nielsen (* 13. Februar 1924 in Sigerslev auf Stevns; † 9. November 1993) war ein dänischer Schriftsteller, der sich auf Science Fiction spezialisiert hatte. Er war mit der Schriftstellerin Dagmar Nielsen verheiratet.

## Berufliche Entwicklung
Nielsen schrieb Kurzgeschichten und Romane. Anders als seine Frau ging es ihm weniger um unmittelbare menschliche Lebensbedingungen und Beziehungen oder um die Gegenwart. Seine Veröffentlichungen enthalten fantasievolle Darstellungen vieler verschiedener Zukunftsszenarien. Bis zu seinem Tod schrieb er fast jedes Jahr ein Buch, was ihm eine große Leserschaft einbrachte.
Einige seiner frühen Kurzgeschichten wurden in den 50er Jahren in der Sonntagsbeilage der Zeitung Dagens Nyheder veröffentlicht, illustriert von Tage Andersen, bekannt für die Science-Fiction-Comicserie Willy på eventyr.
Er war einer der wenigen dänischen Science-Fiction-Autoren. Die Erzähler sind oft allwissend und die Darstellung ist panoramisch. Die Erzählungen folgen oft der „Zwiebelmethode“, bei der man nach und nach immer mehr erfährt. Der Erzähler ist zeitlich von den einleitenden Katastrophen entfernt, während der Handlung ahnt der Erzähler die weitere Entwicklung noch nicht. Thematisch geht es oft um das Verhalten von Menschen in Herausforderungen und um die Gegensätze zwischen Individuum und Gesellschaft, privilegiert und unterprivilegiert sowie Natur und Kultur. Die Hauptfiguren sind oft Antihelden, die ihre Niederträchtigkeit überwinden und mit Wesen zusammenarbeiten müssen, von deren Existenz sie nichts wussten, um die Welt zu retten. Oft verfügt eine einzelne Figur über übernatürliche Fähigkeiten, typischerweise die Frauen. Viele Romane Nielsens weisen ähnliche Strukturen auf. Oft erlebt ein männlicher Hauptcharakter inmitten eines Zusammenbruchs der Zivilisation oder einer ähnlichen Herausforderung eine Reise, auf der ihn Erlebnisse und Erkenntnisse verändern. Oft hilft ihm eine weibliche Nebenfigur, seine Menschlichkeit zu bewahren, um kein unmenschliches Verhalten zu entwickeln oder andersartig sein Ziel zu verfehlen. Dieses Ziel ist manchmal unklar, manchmal bleibt es ein unerreichbares Ideal. 
Meist wird die Handlung in Nielsens Romanen durch ein abschließendes Drama ausgelöst, in dem eine oder mehrere Nebenfiguren sterben wie in „To Sole Stod Op“, wo der Hund, der ihm treu folgte, getötet wird, „Sejrherrerne“, wo die Frau, in die er sich verliebt, in der entscheidenden Schlacht stirbt, in „Troldmandens Sværd“, wo Major Tommeltot durch die Hand des Hauptcharakters stirbt, sowie in „Kains Arv“, wo der Hauptcharakter seine Mitstreiter verliert. Das Schlussdrama bringt dem Protagonisten selten Frieden; im Gegenteil, meist steht ihm eine neue Reise bevor – ins Ungewisse, wo der Roman endet.
Von 1959 bis 1981 betrieb die NATO eine Raketenbasis in Stevns. Da Nielsen nahe des Raketenstandortes wohnte, thematisierte er in acht seiner Romane den Kalten Krieg. Als Mitglied der Heimatwehr schrieb er viele Chroniken im Hjemmeværnsbladet – der Zeitung der dänischen Reservisten. Unsere Welt ging in vielen Romanen von Niels E. Nielsen unter (fett gedruckt in der Tabelle).
| Titel                                                 | Jahr | Verlag               | Genre |
| ----------------------------------------------------- | ---- | -------------------- | --- |
| Røde Taager / Rote Nebel                              | 1950 | Gyldendal            | Herr Henriksen, ein geliebter Familienvater, wird, von roten Nebeln umhüllt, Serienmörder. Der Debütroman beschreibt den Zustand des Patienten anhand der Arztprotokolle.                                                        |
| Der Meldes Fra Sahara                                 | 1953 | Hasselbalchs         | Science Fiction – Ausblick auf 1978 |
| Lykkens Smed                                          | 1953 | Hasselbalchs         | Roman: Ein Schmied aus Seeland wird in Abenteuer in den USA gestürzt, die ihn auf eine paradiesische Südseeinsel führen. Letztlich landet er wieder in der Schmiede daheim. Ist das Gras auf der anderen Seite des Zauns grüner? |
| Det Tordner Fra Bjergene                              | 1954 | Hasselbalchs         | Science Fiction |
| Kundskabens Træ                                       | 1955 | Hasselbalchs         | 3. Weltkrieg 1979 |
| Dagen Med Smil Og Tårer / Tage mit Lächeln und Tränen | 1956 | Hasselbalchs         | Jens und Lisbeth erleben als Kleinbauern in Stevns Klint die harten 1920er und die Kriegsjahre. |
| Foran Fremtidens Tærskel                              | 1957 | Skrifola             | Science Fiction |
| Ingen Er Alene                                        | 1957 | Hasselbalchs         | Berit und Jørn kamen nach 1945 zur Welt. Mit 17 genießen sie Freiheit, Tanzen, Vergnügen. Vom früheren Krieg zu hören langweilt sie. Wohin führt ihre Suche?                                                                     |
| Sjællands Gyldne Agre                                 | 1958 | Hasselbalchs         | Heimatgeschichten |
| Møllen Ved Havet                                      | 1959 | Hasselbalchs         | alm. roman |
| Titel                                                 | Jahr | Verlag               | Genre |
| Byen Der Ikke Adlød                                   | 1960 | Hasselbalchs         | Science Fiction |
| Torden Og Grønne Skove                                | 1961 | Hasselbalchs         | Novelle |
| To Sole Stod Op                                       | 1961 | Hasselbalchs         | 3. Weltkrieg 1977 |
| Under Vejrhanen                                       | 1962 | Hasselbalchs         | Novelle |
| Narrens Drøm                                          | 1963 | Hasselbalchs         | Des Narren Traum – 3. Weltkrieg 1969 |
| Havet Har Intet Skjul                                 | 1963 | Hasselbalchs         | Roman über Küstenbewohner |
| Noget Rigtigt Tosset                                  | 1964 | Hasselbalchs         | Science Fiction |
| Landet De Ikke Kendte                                 | 1965 | Hasselbalchs         | alm. roman |
| Afrikas Kilder                                        | 1966 | Hasselbalchs         | alm. roman |
| Troldmandens Sværd                                    | 1967 | Hasselbalchs         | Science Fiction |
| Titel                                                 | Jahr | Verlag               | Genre |
| Vagabondernes Planet                                  | 1970 | Hasselbalchs         | Im Jahre 2045 wird die Menschheit zu „ewigen Wanderern“ oder Nomaden. |
| Herskerne                                             | 1970 | Hasselbalchs         | Science Fiction |
| By I Flammer                                          | 1971 | Gyldendal            | Roman über ein Erdbeben |
| Gudernes By                                           | 1972 | Stig Vendelkær       | Science Fiction |
| Vogteren                                              | 1974 | Stig Vendelkær       | Science Fiction – Ausblick auf 1980 |
| Fæstningen I Havet                                    | 1975 | Vinten               | 3. Weltkrieg 1985 |
| Skyggen Fra Sirius                                    | 1975 | Irlov-Regulus        | Science Fiction 2026 |
| Hinsides Bjergene                                     | 1976 | Irlov-Regulus        | Science Fiction |
| Akerons Porte                                         | 1976 | Vinten               | Neue Eiszeit |
| Gæsten Fra Stjernerne                                 | 1977 | Vinten               | Folgen der Anwendung biologischer Massenvernichtungswaffen |
| Lilleputternes Oprør                                  | 1978 | Vinten               | 3. Weltkrieg 1991 |
| Kains Arv                                             | 1979 | Vinten               | Die Festung Europa wehrt eine Einwanderflut militärisch ab |
| Titel                                                 | Jahr | Verlag               | Genre |
| Krigen På Karafal                                     | 1981 | Vinten               | 2040 besiedeln 500 überlebende Erdbewohner einen neuen Planet |
| Stjernen Der Dansede                                  | 1982 | Vinten               | Ozonmangel 2002 |
| Askens Konge                                          | 1982 | Hernov               | 2012: Katastrophe durch autonome Roboter (Human Automatic Killers) |
| Mørk Stormflod                                        | 1983 | Hernov               | Sturmflut 2002-12 |
| Drømmerne Fra Avalon                                  | 1984 | Hernov               | Nach dem Klimawandel im Jahre 2050 |
| Gensyn med Sirius                                     | 1984 | International Grafik | Science Fiction |
| I Sværdenes Skygge                                    | 1985 | Hernov               | 3. Weltkrieg 1999 |
| Skyggekrigen                                          | 1986 | Hernov               | Der Schattenkrieg in Danmark des Jahres 1992 |
| Awang Dybets Vulkaner                                 | 1987 | Hernov               | 3. Weltkrieg 1997 |
| Raslen Med Nøgler                                     | 1988 | Hernov               | Katastrophe durch Genmanipulation 1996 |
| Gartnerne Fra Orion                                   | 1989 | Hernov               | ET-Lebensformen 2009 |
| Titel                                                 | Jahr | Verlag               | Genre |
| Da Gaia Tav                                           | 1990 | Hernov               | Umweltkrise 2038 |
| Sejrherrerne                                          | 1991 | Hernov               | Auswanderung 2384 |
| Da Fiskerne Lo                                        | 1992 | Hernov               | Biblischer Roman in der Zeit Jesu |
| Redningsekspeditionen                                 | 1994 | Hernov               | Post-ökologischer Kollaps 2385 |

## Posthume Veröffentlichungen
| Titel           | Jahr | Verlag                  | Genre |
| --------------- | ---- | ----------------------- | --- |
| Weekend på Mars | 2011 | Science Fiction Cirklen | Science fiction-Novellen Band 1 |
| Klode til salg  | 2011 | Science Fiction Cirklen | Science fiction-Novellen Band 2 |
| Den beske magt  | 2015 | Science Fiction Cirklen | Machtmechanik, Aufrüstung und Medienmanipulation der Nachkriegsjahre. Ein Despot rechtfertigt unter Hausarrest schreibend Grausamkeiten. |